# Diocèse de Sioux City
Le diocèse de Sioux City (Dioecesis Siopolitana), dans l'État de l'Iowa, est un diocèse catholique érigé canoniquement le 15 janvier 1902 par le pape Léon XIII. Son évêque est  John Edward Keehner qui siège à la cathédrale de l'Épiphanie de Sioux City. Il est suffragant de l'archidiocèse de Dubuque.
La superficie de ce diocèse est de 37 587 km2, et il compte en 2004 un nombre de 94 186 fidèles catholiques qui vivent dans le territoire diocésain, soit 20.1 %  de la population totale. Il compte également en 2004 un effectif de 150 prêtres qui portent leur ministère dans 124 paroisses. Il y a alors trois religieux et 83 religieuses à Sioux City.
Dix ans plus tard, le diocèse compte en 2014 un nombre de 100.300 baptisés pour	502.800 habitants (19,9% de la population totale), servis par 121 prêtres tous diocésains, 42 diacres permanents et 61 religieuses dans 111 paroisses.

## Ordinaires
La liste des évêques qui se sont succédé sur le siège épiscopal de Sioux City se trouve dans l'article suivant :